# 加賀田翔
加賀田 翔（かがた かける）は、日本の機械環境工学者・システム工学者。大阪工業大学工学部環境工学科准教授。博士（工学）（大阪府立大学）。大阪公立大学大学院工学研究科客員研究員。
専門は、機械環境工学・環境システム工学・熱エネルギー工学、CAE・環境シミュレーション（熱環境・土壌環境など）、環境技術・環境測定。

## 経歴
2005年大阪府立大学（現：大阪公立大学）工学部エネルギー機械工学科卒業。2007年同大学大学院工学研究科機械系専攻博士前期課程修了。のちに、博士（工学）（大阪府立大学）。化学・機械メーカー勤務などを経て、2021年大阪工業大学工学部に着任、環境工学科講師。2025年同学科准教授。
主な所属学会は、日本機械学会、日本伝熱学会、日本熱物性学会、日本生物環境工学会、生態工学会など。

## 主な研究
- 植物工場の栽培環境最適化のための流体解析モデルの構築 [2] - 大阪公立大学植物工場研究センター（PFC）との共同研究
- 実稼働データに基づく完全⼈⼯光型植物工場の温熱環境の解析とエネルギー高効率化の検討[3]
- 光音響法を利用した熱的性質の計測技術の開発 [4]
- 熱流体シミュレーションによる熱交換器設計
- 熱画像を利用した土壌有機物含有量の計測[5]：特許出願2023-181770
- アクティブサーモグラフィー法を用いた土壌内の有機物含有量計測技術に関する研究